# 달락 제도
달락 군도는 에리트레아의 홍해에 위치한 군도로, 약 643 제곱킬로미터 (248 제곱마일)에 달하며 지역 수도인 마사와에서 동쪽으로 약 58 킬로미터 (31 해리, 36 마일) 떨어진 곳에 있다.

## 어원

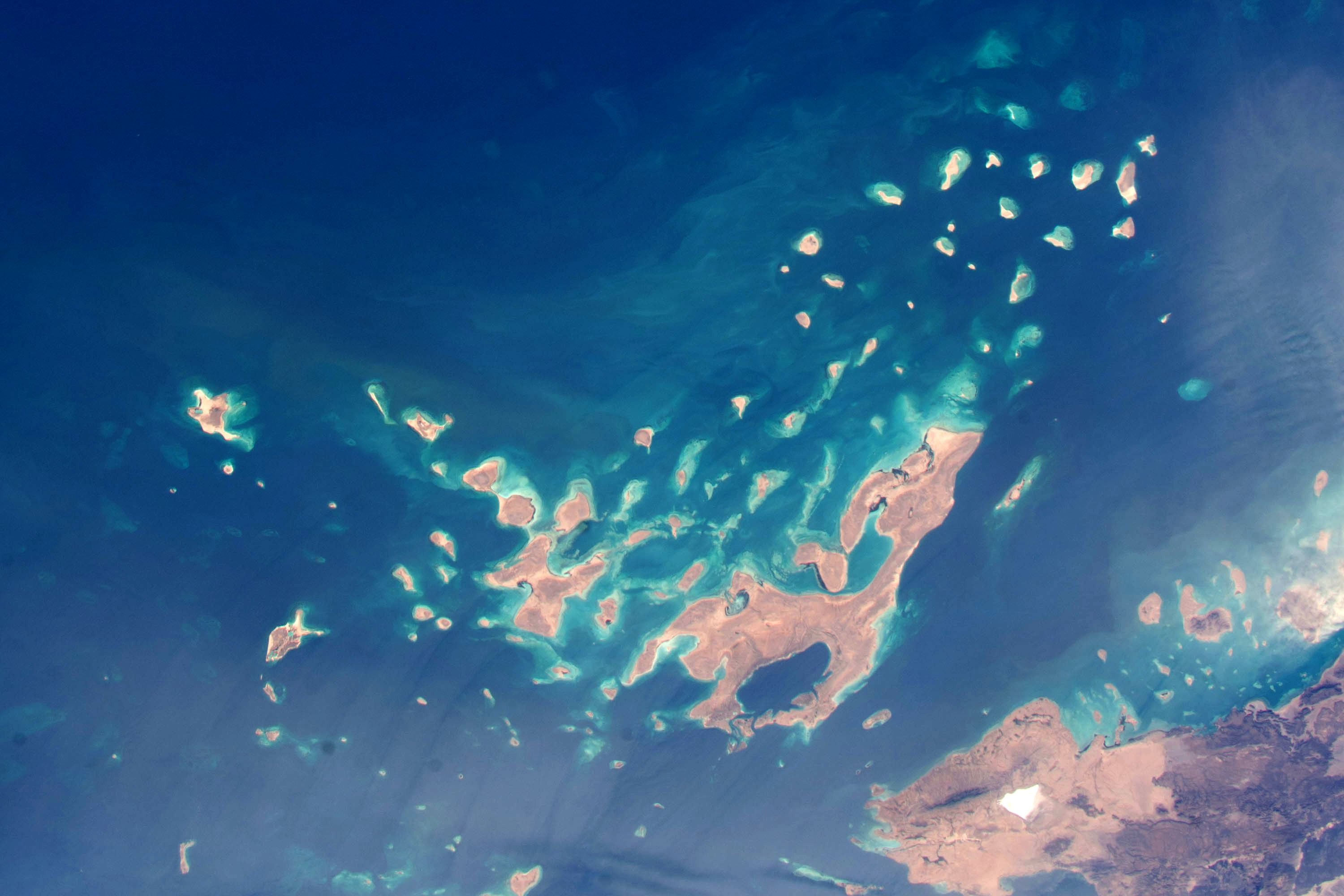
달락 군도 위성 지도

이름의 어원은 불분명하다. 알함다니, 이드리시, 야쿠트는 "달락"이라는 형태를 사용했으며, 야쿠트는 "달릭"도 기록했다. 야쿠트와 알이드리시에 따르면, "달락"은 아랍화된 외래어이다. 모셰 피아멘타는 "달락"이 "큰 상인"을 의미한다고 말한다.

## 역사
G.W.B. 헌팅포드는 에리트라해 페리플루스에서 "알랄라이우"라고 불리는 아둘리스 근처의 섬 무리를 달락 군도와 동일시했으며, 이 섬들은 거북 등딱지의 원산지였다. 에드워드 울렌도르프에 따르면, 달락 섬 주민들은 아프리카의 뿔 지역에서 이슬람교를 처음 받아들인 사람들 중 하나였으며, 쿠픽 문자로 된 여러 묘비들이 이러한 초기 연관성을 증명한다.
아비시니아와 달락 섬들 간의 관계는 서기 4세기로 거슬러 올라간다. 702년 아비시니아 해적들이 지다를 공격한 후, 달락 섬들은 무슬림에게 점령되어 아프리카의 뿔 지역에서 이슬람의 전략적 거점이 되었다. 우마이야 칼리프 압드 알말릭 이븐 마르완은 이 섬들을 감옥으로 사용했다. 칼리프 우마르 2세 치세에 호라산의 총독이던 야지드 이븐 알무할랍은 717-718년에 달락으로 유배되었으나, 나중에 알레포에 수감되는 것이 허용되었다. 시인 알아흐와스 알아사리는 칼리프 술라이만 이븐 압드 알 말릭을 풍자하는 시를 쓴 죄로 4-5년 동안 달락으로 유배되었으나, 나중에 칼리프 야지드 2세에 의해 "가시의 땅"을 떠나는 것이 허용되었다.
약 1140년부터 1249년까지 달락 섬들은 술탄 가문에 의해 통치되었으며, 이 칭호는 실질적인 정치 및 군사력을 행사하는 통치자에게만 부여되었다. "술탄"이라는 칭호의 최초 사용은 1093년으로 거슬러 올라가지만, 이는 통치자라기보다는 "축복받은" 개인을 지칭했을 수도 있다. "이슬람의 수호자"와 같은 칭호는 알레포의 누르 앗딘 마흐무드의 칭호와 유사했으며, 수니파적 특성을 반영했다. 1125-1126년에 이집트의 아미르 알무와파크는 달락에서 이븐 납을 체포하려 시도했다. 술탄들의 계보 기록은 불완전하며, 많은 통치자들이 다른 이들의 묘비명에서만 확인된다. 다이 이븐 히바트 앗다울라는 1119-1120년경 달락에서 아덴의 무함마드 이븐 아비 알아랍을 만났다.
13세기에 이븐 사이드 알마그리비는 달락의 왕이 예멘의 통치자로부터 독립을 유지한 아비시니아 무슬림이었다고 언급한다. 그리고 아불 피다에 따르면, 이 섬은 맘루크 술탄국 및 예멘의 라스울 왕조와 접촉하던 지역 "아비시니아" 무슬림에 의해 통치되었다. 1517년에 오스만 튀르크인들은 이 섬들을 정복하고 하베시주의 일부로 수아킨의 파샤 통치하에 두었다. 1526년경에는 다할리크 술탄 아흐마드는 조공국으로 격하되었다. 아비시니아-아달 전쟁 동안 술탄국이 잠시 부활했는데, 이때 아달 술탄국은 에티오피아 제국에 대한 지하드에서 일시적으로 성공을 거두었다. 술탄 아흐마드는 아달 제국에 합류하여 항구 도시 아르키코를 보상으로 받았다. 그러나 1541년, 술탄 아흐마드 사망 1년 후, 포르투갈인들이 다시 돌아와 달락을 또다시 파괴했다. 16년 후, 이 섬들은 오스만 제국에 다시 점령되었고, 오스만 제국은 이 섬들을 하베시 에얄렛의 일부로 만들었다.
19세기 후반에 이 섬들은 일시적으로 이집트 케디브국의 지배를 받았지만, 여전히 낙후된 지역으로 남아 있었다. 1889년 이탈리아인들이 에리트레아를 점령하고 노크라 섬에 부총독부를 설치했다. 1931년 인구 조사에 따르면 총 2,275명의 주민이 있었는데, 이 중 1,475명은 티그레인, 475명은 아랍인, 325명은 아파르족으로 구성되었다. 그러나 이 시기 동안 이 섬들은 이탈리아 식민군이 운영하는 노크라 포로수용소 외에는 거의 아무것도 없었다.
냉전 중 데르그의 부상 이후 에티오피아가 소련과 동맹을 맺으면서, 달락 군도는 소련 해군 기지의 위치가 되었다. 1990년, 에티오피아는 달락 군도와 에리트레아 북부 해안을 에리트레아 독립 운동(EPLF)에 잃었고, 1991년까지 에티오피아는 에리트레아 전체에 대한 통제권을 잃었다. 1993년 에리트레아 독립이 국제적으로 인정된 후, 달락 군도는 에리트레아의 일부가 되었다.

## 지리

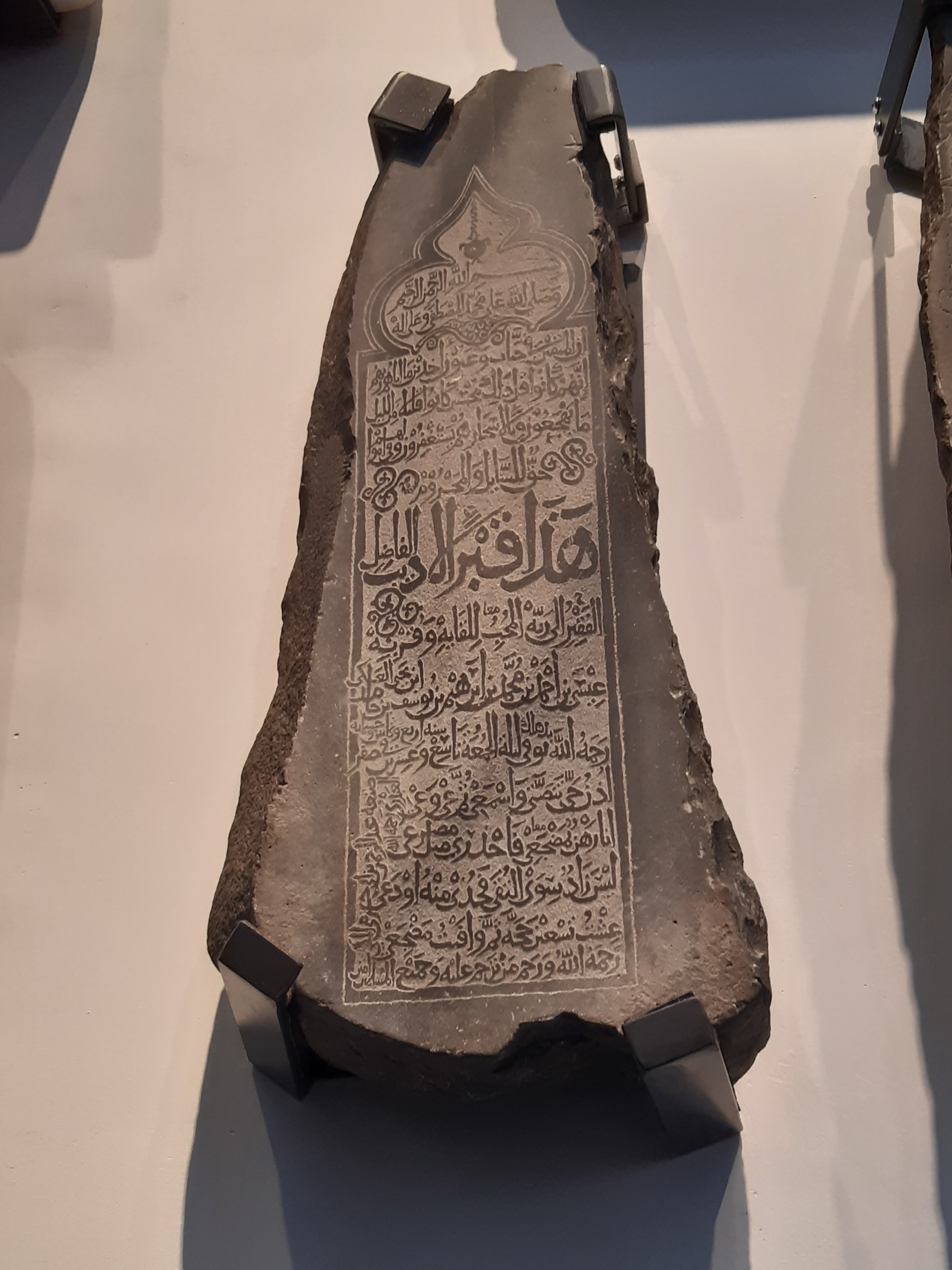
달락에서 발견된 묘비 대영 박물관에 소장되어 있으며 13세기 초기로 추정

두 개의 큰 섬과 124개의 작은 섬으로 구성되어 있으며, 섬 중 세 곳만이 영구적으로 사람이 살고 있으며, 달락 케비르가 가장 크고 인구가 많다. 군도의 다른 섬으로는 둘라디야, 디세이, 도훌 (데힐), 에르와, 하랏, 하르밀, 잉헬, 이스라투, 나할레그, 나쿠라, 노라 (노라) 및 슘마가 있다.

### 인구 통계
달락 케비르 외에 노라와 도훌만이 영구적으로 사람이 거주한다. 군도 주민들은 다할리크어를 사용하며 어업, 목축, 단봉낙타 사육 등 전통적인 생활 방식을 유지한다. 군도의 현지 진주 채취는 로마 제국 시대부터 유명했으며, 여전히 상당한 양의 진주를 생산한다.

### 접근
관광이 증가하고 있다. 이 섬들은 마사와에서 보트로 갈 수 있으며 스쿠버 다이버와 스노클러들에게 인기가 많다.

## 환경
이 섬들과 주변 해역은 산호초와 모래톱이 많아 바닷새와 섭금류를 포함한 해양 생물이 풍부하다. 일부 섬은 맹그로브로 둘러싸여 있고 다른 섬은 염생 관목으로 덮여 있다. 돌고래, 듀공, 상어, 거북이와 다양한 무척추동물도 볼 수 있다.

### 중요 조류 지역
이 군도는 버드라이프 인터내셔널에 의해 중요조류지역 (IBA)으로 지정되었는데, 이는 이곳이 스포티드 샌드그루스, 화이트아이드 갈매기, 작은 볏 갈매기, 작은황조롱이, 그을음 매, 큰 후투티 종달새, 검은꼬리박새 및 회색 멧새의 상당한 개체군을 지원하기 때문이다.

## 같이 보기
- 달락 술탄국
- 달락 해양 국립공원
- 다할리크어